# 5892 Milesdavis
5892 Milesdavis (1981 YS1) là một Mars-crossing asteroid.